# Lago Nesselpfuhl
El lago  (en alemán: Nesselpfuhl) es un lago situado al norte de la ciudad de Berlín, en el distrito rural de Alto Havel —junto a la frontera con el estado de Mecklemburgo-Pomerania Occidental—, en el estado de Brandeburgo (Alemania); tiene un área de 21.4 hectáreas y una profundidad máxima de 6 metros.